# 윤덕민

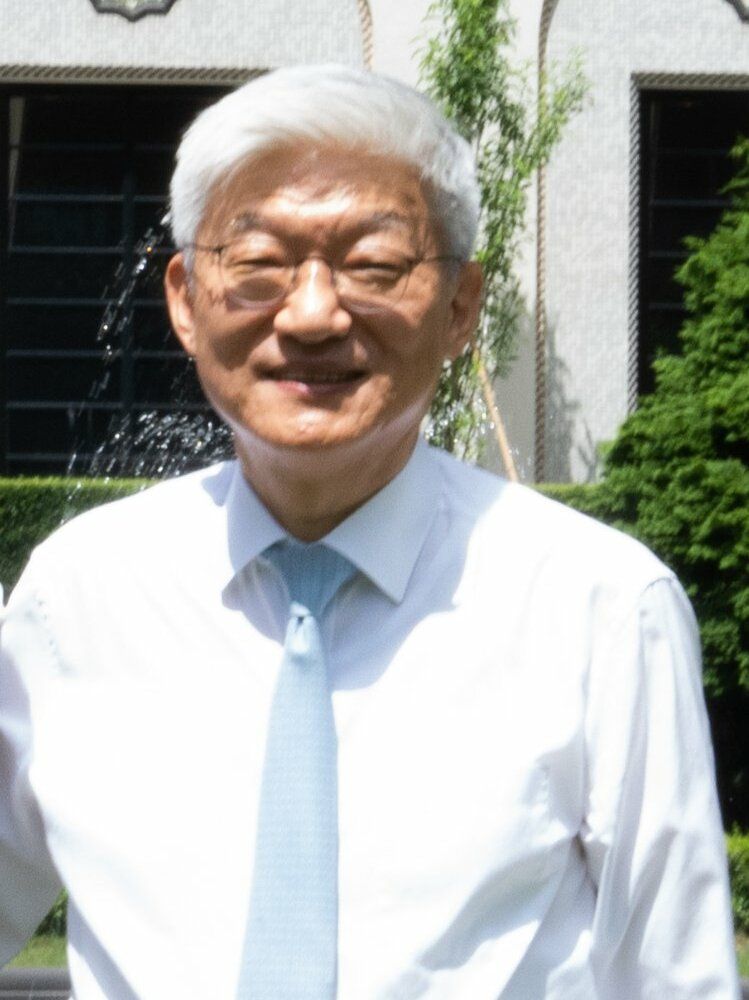
2022년 7월 25일, 주일본 미국 대사관에서

윤덕민(尹德敏, 1959년 12월 8일~)은 대한민국의 교수, 외교관이며 2022년부터 2024년까지 주 일본국 특명전권대사를 역임했다.

## 생애
서울특별시 출신으로 서라벌고등학교와 1983년 한국외국어대학교 정치외교학과를 졸업하고 1985년 위스콘신 대학교 대학원에서 정치외교학 석사, 1990년 게이오기주쿠 대학에서 법학박사 학위를 받았다. 국립외교원 전신인 외교안보연구원에서 20년 간 교수로 재직했으며 안보통일연구부장 등을 지냈다. 2008년에는 대통령 직속 미래기획위원회 미래외교·안보분과 위원으로 역임했다. 2013년부터 2017년까지는 국립외교원장을 지냈고 이후 한국외국어대학교 LD학부 석좌교수로 부임했다. 2022년에는 제20대 대선을 앞두고 윤석열 대선캠프 정책자문단인 ‘국민의힘 제20대 대통령중앙선거대책위원회 글로벌비전위원회 위원’으로 활동했다.
2022년에는 윤석열 정부 출범 후 초대 주일본 대한민국 대사로 임명돼 7월 16일부로 공식 부임했고 2024년 7월까지 역임했다.

## 학력
- 서라벌고등학교
- 1983년: 한국외국어대학교 정치외교학 학사
- 1985년: 위스콘신 대학교 대학원 정치외교학 석사
- 1990년: 게이오기주쿠 대학 대학원 법학 박사

## 경력
- 2012년: 외교안보연구원 교수
- 외교안보연구원 안보통일연구부장
- 국립외교원 안보통일연구부 교수
- 2013년~2017년: 국립외교원장
- 2013년: 국가안보자문단 외교분야 위원
- 2017년: 한국외국어대학교 LD학부 석좌교수
- 2022년~2024년: 주 일본 대사

## 저서
- 윤덕민; 김근식 (2011년). 《북한 인권개선을 위한 합리적 접근: 사회통합적 시각》. 사회통합위원회. ISBN 2090000002973 |isbn= 값 확인 필요: invalid prefix (도움말).
- 홍관희; 윤덕민; 이춘근; 김열수; 허남성 (2012년). 《위기의 한국안보》. KODEF 안보총서 52. 플래닛미디어. ISBN 9788997094110.
- 최광; 김경회; 김문수; 김정호; 김태우; 박석순; 박인환; 성창경; 신원식; 양준모; 윤덕민; 정규재; 정범진; 조갑제; 조희문 (2019년). 《대한민국 파괴되고 있는가 - 문재인 정권의 대한민국 파괴》. 북앤피플. ISBN 9788997871438.